# Jean-Pierre Aïfa
Jean-Pierre Taïeb Aïfa est un homme politique néo-calédonien, né le 31 octobre 1938 à Boghen dans la commune de Bourail sur la côte Ouest de la Grande Terre (Nouvelle-Calédonie). Maire de Bourail de 1977 à 2001 et de 2008 à 2014, descendant d'Algériens du Pacifique comme beaucoup d'habitants de cette commune rurale, et président de l'association des Arabes de la Nouvelle-Calédonie, il est surnommé « le Calife ». Il a pendant longtemps été une figure de l'autonomisme et d'une « troisième voie » entre les camps indépendantistes et loyalistes qui se partagent la vie politique locale depuis la fin des années 1970.

## Un «broussard» aux origines multiples
Jean-Pierre Aïfa provient d'une famille d'éleveurs « Caldoche » (natif de Nouvelle-Calédonie non mélanésien) de « Brousse » (les zones rurales, en dehors du Grand Nouméa), ou « broussarde », issue de la colonisation pénale. Il est le deuxième fils ainsi que le quatrième (et dernier) enfant de Taïeb Ben Assen, originaire d'El Eulma en Algérie française dans le département de Constantine (et dans l'actuelle wilaya de Sétif) condamné à la déportation, et de Jeanne Richard, fille de gendarme. Par sa mère, il a donc des origines métropolitaines et réunionnaises.

## Ouvrier et syndicaliste, puis éleveur
Employé à la fin des années 1950 comme monteur électricien sur le site de Yaté pour la Société Le Nickel (SLN), il participe très tôt aux principaux mouvements sociaux de l'époque qui vont aboutir à la création du régime accidents du travail et maladies professionnelles en 1957, plus important encore de la Caisse de compensation des prestations familiales et des accidents du travail (CAFAT, la Sécurité sociale locale) en 1958, ou encore des régimes de retraite et de prévoyance en 1961. En 1965, il participe avec d'autres meneurs ouvriers de la SLN dont Roland Caron, à la création du Syndicat des ouvriers et employés de Nouvelle-Calédonie (SOENC). Le 1er juillet 1968, celui-ci s'unit à d'autres centrales syndicales, celles des dockers et de la manutention portuaire, pour créer l'Union des syndicats des ouvriers et employés de Nouvelle-Calédonie (USOENC). Il s'agit encore aujourd'hui de l'une des principales organisations ouvrières du Territoire.
Il connaît également une certaine carrière sportive en athlétisme à l'échelle régionale. Il remporte ainsi l'or en 3 000 m steeple aux Iers Jeux du Pacifique Sud à Suva (Fidji) en 1963, terminant en 10 min 23 s 08. Il avait toutefois été menacé d’une disqualification, les autorités fidjiennes l'accusant d'avoir gêné lors du franchissement d'une « rivière » son principal rival, arrivé deuxième, le Fidjien Viliame Saulekaleka : c'est l'intervention de ce dernier qui sauve finalement son titre, son adversaire estimant n'avoir en aucune manière été bousculé et que « Aifa était le meilleur ».     
Il finit par prendre sa retraite de la SLN et par quitter le milieu syndical pour s'installer en 1972 sur le terrain familial à Bourail comme éleveur. Il y possède du bétail, des moutons et des chevaux, organisant notamment des stages d'équitation sur son terrain au lieu-dit des « trous aux perruches » et prenant la présidence en avril 2005 de l'Unité néo-calédonienne de promotion et de sélection des races animales (Upra) équine et cultive également de la pomme de terre. Mais il va surtout s'impliquer en politique, s'étant engagé en même temps que ses premiers combats ouvriers.

## Carrière politique

### Un jeune dirigeant de l'Union calédonienne
Il adhère dès 1959 à l'Union calédonienne (UC) du député Maurice Lenormand, grand parti majoritaire depuis sa création en 1953 qui milite alors, à travers son slogan « Deux couleurs, un seul peuple », pour un certain degré d'autonomie, le dialogue interculturel notamment entre Européens et Kanaks et pour la défense d'une amélioration des conditions de vie de ces derniers, le tout accompagné d'une forte influence des missions (catholiques ou protestantes) très importantes dans la société mélanésienne et des syndicats, et donc d'un discours teinté de démocratie-chrétienne. Jean-Pierre Aïfa est élu pour la première fois à l'Assemblée territoriale sous cette étiquette lors des élections du 9 juillet 1967 pour la 1re circonscription (le Sud, à savoir Nouméa, Dumbéa, le Mont-Dore, Yaté et l'île des Pins), fidèle de Maurice Lenormand qui doit néanmoins se mettre en retrait et démissionner de tous ses mandats à la suite d'une condamnation judiciaire en 1964, il devient rapidement une figure majeure du mouvement. Au congrès de janvier 1971 au Mont-Dore, qui voit le retour de Lenormand, il est élu secrétaire général de l'UC ce qui en fait l'un des trois personnages de têtes, aux côtés de l'ancien député et de son successeur Rock Pidjot. L'année 1971 fait néanmoins connaître également au parti ses deux plus importantes dissidences depuis 1960 : celle de mélanésiens de l'aile gauche emmenés par Yann Céléné Uregeï qui créent l'Union multiraciale, et celle de jeunes « Caldoches » de l'aile droite dirigés par Jean Lèques, Max Frouin ou Georges Nagle qui vont fonder le Mouvement libéral calédonien (MLC). Il doit également faire face à la montée en puissance durant les années 1970 d'une nouvelle génération de militants partisans de l'indépendance, à laquelle il est opposé, dont Jean-Marie Tjibaou, Pierre Declercq, François Burck ou Éloi Machoro.
Il est réélu à l'Assemblée territoriale lors du élections territoriales du 10 septembre 1972, mais cette fois-ci dans la deuxième circonscription (à savoir la côte Ouest de la Grande Terre au nord de Dumbéa, ainsi que les îles Belep, Poum et Ouégoa). L'Union calédonienne perd lors de ces élections pour la première fois la majorité absolue tout en restant le premier parti du Territoire, avec 12 sièges sur 35. Ils doivent composer un temps avec l'Union multiraciale (5 élus) et le petit Mouvement populaire calédonien (MPC, centre gauche ouvriériste, 2 conseillers territoriaux), mais aussi avec l'opposition de droite.

### Maire de Bourail et dissident de l'UC
Il est élu maire de Bourail pour la première fois à l'occasion des élections municipales du 13 mars 1977. Il est réélu en 1983, 1989 et 1995. Sa réalisation reste la plus célèbre est la renaissance de la foire-exposition agricole et artisanale de Bourail, organisée une première fois le 11 septembre 1877 et réactivée dès 1977 : elle a lieu depuis lors chaque année lors du week-end de la semaine de l'Assomption sur l'hippodrome de Téné. Cette manifestation, considérée comme le plus grand évènement de la « Brousse », est célèbre pour son rodéo ainsi que sa fantasia que Jean-Pierre Aïfa mène lui-même.
Il accueille dans sa commune, au « Colisée » (le cinéma municipal), une réunion de l'Union calédonienne au cours de laquelle tenants de la ligne autonomiste (menés par Aïfa) et ceux de l'indépendance (derrière Jean-Marie Tjibaou, Gabriel Païta ou Éloi Machoro) s'opposent violemment. Jean-Pierre Aïfa reproche notamment l'exclusion l'année précédente des maires de Païta Raymond Hénin et de Thio Roger Galliot, ce dernier ayant notamment été ainsi sanctionné en avril 1976 pour avoir rejoint le Comité d'action contre l'indépendance (CACI) du chef Gustave Kataoui de Canala. La ligne indépendantiste semblant l'emporter (sans que la prise de position soit encore officielle, cela ne venant qu'au congrès du 22 novembre 1977), Jean-Pierre Aïfa décide de démissionner du mouvement le 20 juillet 1977, suivant en cela plusieurs autres élus territoriaux arrivés en politique en même temps que lui (dont son ancien compagnon de lutte syndicale, Roland Caron). À l'approche de nouvelles élections territoriales, il crée avec d'autres dissidents son propre parti autonomiste mais anti-indépendantiste : l'Union de Nouvelle-Calédonie (UNC). Il obtient lors du scrutin du 11 novembre 1977 deux sièges sur 35 tandis que l'Union calédonienne (9 élus) perd son statut de premier parti néo-calédonien au profit du nouveau grand mouvement créé pour fédérer les anti-indépendantistes à droite et au centre droit, le Rassemblement pour la Calédonie (RPC, 12 conseillers) de Jacques Lafleur, fils de l'ancien sénateur RI Henri Lafleur, un opposant de longue date à la domination du « parti à la croix verte ».

### Le faiseur de majorités
L'UNC et d'autres petits mouvements s'associent d'ailleurs au RPC pour former une coalition non-indépendantiste, du moins jusqu'à son affiliation au Rassemblement pour la République (RPR) métropolitain de Jacques Chirac et sa transformation en Rassemblement pour la Calédonie dans la République (RPCR) le 21 juillet 1978. Ils votent la motion de censure contre le conseil de gouvernement d'André Caillard le 31 octobre 1978, et se rapprochent de dissidents « giscardiens » du Rassemblement emmenés par le sénateur Lionel Cherrier. Passant désormais un accord avec l'Union calédonienne qui retrouve le contrôle de l'exécutif, Jean-Pierre Aïfa est élu président de l'Assemblée territoriale le 23 novembre 1978.
Mais les deux nouveaux blocs dominants se mettant en ordre de bataille pour les élections territoriales anticipées du 1er juillet 1979 (avec la création le 4 juin d'un Front indépendantiste autour de l'UC et de Jean-Marie Tjibaou), les petits mouvements centristes et autonomistes décident de faire de même pour exister et pouvoir proposer une alternative à cette logique bipolaire. Le 29 mai 1979, l'UNC d'Aïfa, le Parti républicain calédonien (PRC) tout juste créé par Lionel Cherrier pour y réunir ses partisans et faisant échos au Parti républicain héritier des Républicains indépendants de Valéry Giscard d'Estaing, les gaullistes orthodoxes locaux de l'Union démocratique (UD) de Gaston Morlet mais aussi des partis sans élus comme le Mouvement wallisien et futunien (MWF) d'Epifano Tui ou Avenir jeune Calédonie (AJC) de Jean-Paul Belhomme et Willy Porcheron, s'unissent au sein d'une Fédération pour une nouvelle société calédonienne (FNSC). Ses dirigeants sont Lionel Cherrier, Jean-Pierre Aïfa et l'historien du bagne Louis-José Barbançon.
Ne présentant des listes que dans deux des quatre circonscriptions, le Sud (menée par Lionel Cherrier) et la côte Ouest (derrière Jean-Pierre Aïfa), elle crée alors la surprise en obtenant un score particulièrement important et en démontrant sa position de 3e force politique du Territoire avec en tout 8 925 voix (17,82 % des suffrages) et 7 élus sur 36 (elle arrive en deuxième position dans le Sud derrière le RPCR mais devant le FI, avec 6 393 votes, 26,51 % des voix et 5 sièges sur les 17 à pourvoir).  Surtout, elle devient un allié incontournable pour la formation de toute coalition gouvernementale, ni le RPCR (40,24 % des suffrages, 15 sièges), ni le FI (34,43 %, 14 élus) n'obtenant de majorité absolue.
Restant anti-indépendantiste, c'est naturellement qu'elle s'associe dans un premier temps avec le RPCR. Le 4 juillet 1979, Jean-Pierre Aïfa conserve le « perchoir » dans la nouvelle Assemblée territoriale, mais cette fois-ci grâce aux voix du Rassemblement. Il est reconduit le 4 juillet 1979, puis doit laisser sa place au RPCR Jean Lèques le 23 avril 1980 avant de la retrouver le 26 mai 1981. Toutefois, les divisions entre les deux partis ne cessent de s'accumuler, notamment sur la question foncière, le degré d'autonomie et finalement la fiscalité. C'est sur ce dernier point que l'« Entente nationale » éclate en 1982 : les sept conseillers territoriaux FNSC votent le 11 janvier 1982 avec ceux du Front indépendantiste, et contre la volonté du RPCR, la création d'un impôt sur le revenu sur le Territoire. Après quelques mois de négociations, Jean-Pierre Aïfa, qui doit à nouveau laisser la présidence de l'assemblée à Jean Lèques le 21 avril, finit par entraîner la FNSC hors de la majorité : Gaston Morlet et Stanley Camerlynck démissionnent du Conseil de Gouvernement de Dick Ukeiwé par lettres du 8 juin 1982 (acceptées par le Haut-commissaire Christian Nucci le 11 juin) et le parti vote la motion de censure déposée par les indépendantistes contre l'exécutif le 15 du même mois. Trois jours plus tard, le nouveau conseil de gouvernement est élu : cette fois-ci c'est la « Liste pour un Gouvernement de Réformes et de Développement » unissant FNSC et FI, sous la conduite de l'UC Jean-Marie Tjibaou, qui l'emporte. Lors du renouvellement du bureau de l'Assemblée territoriale du 26 avril 1983, Jean-Pierre Aïfa remplace sans surprise Jean Lèques à la présidence et le reste cette fois jusqu'à la fin de la mandature en novembre 1984.

### L'effacement de la scène politique territoriale
Jean-Pierre Aïfa et son parti sont alors considérés comme des traîtres par le RPCR, tandis que ce changement d'alliance est mal perçue par sa base électorale, qui reste avant tout anti-indépendantiste. Pour protester contre ce renversement de situation, les loyalistes descendent d'ailleurs dans la rue et investissent l'assemblée avant d'être repoussés par la police. Pour rétablir l'ordre et montrer au gouvernement de Paris (le RPCR accusant le Parti socialiste au pouvoir depuis 1981 de favoriser les indépendantistes et d'être derrière la motion de censure) qu'il a le soutien de la population calédonienne, Jacques Lafleur démissionne le 6 juillet 1982 de son mandat de député de la 2e circonscription (soit la côte Ouest, qu'il occupe depuis sa création en 1978) et se représente à sa propre succession lors de l'élection législative partielle du 5 septembre qui se transforme en véritable plébiscite en sa faveur. En effet, l'électorat de la FNSC se reporte en masse sur le député sortant qui est réélu avec 91,4 % des voix. Les élections municipales des 6 et 13 mars 1983 confirment l'effacement électoral de la FNSC : Jean-Pierre Aïfa est le seul des quatre maires du parti à conserver sa commune, les trois autres se font battre par un candidat RPCR. La même année, aux sénatoriales du 25 septembre, Lionel Cherrier, bien que soutenu tant par son parti que par le Front indépendantiste, n'est pas réélu à la chambre haute du Parlement français, n'obtenant que 114 voix de grands électeurs contre 173 au RPCR Dick Ukeiwé.
Aux élections territoriales du 18 novembre 1984, que le Front de libération nationale kanak et socialiste (FLNKS, nouveau nom du Front indépendantiste) décide de « boycotter activement », lançant la période d'affrontements violents dite des « Évènements », la FNSC s'associe à certains dissidents de l'UC opposés à sa nouvelle stratégie et à sa radicalisation, emmenés par Gabriel Païta. Ils créent ensemble des listes « Union pour la liberté dans l'ordre » (ULO) : elles recueillent 2 379 voix (6,05 % des suffrages) et Jean-Pierre Aïfa est son seul élu, toujours pour sa circonscription ouest. Le RPCR s'affirme comme le champion de la tendance non-indépendantiste puisqu'il totalise 70,87 % des voix et obtient 34 sièges sur 42 (l'abstention s'élevant quant-à-elle à 42,5 % des inscrits). Aïfa s'attire à nouveau les reproches des anti-indépendantistes en préférant s'abstenir plutôt que de voter pour le sénateur Dick Ukeiwé lors de l'élection du président du nouveau gouvernement du Territoire. Comme convenu avant l'élection, il démissionne de son siège de conseiller territorial le 17 avril 1985 pour le laisser à Gabriel Païta. Son positionnement centriste le pousse, et par la même occasion la FNSC, à être, avec le Parti fédéral kanak d'Opao (PFK) créé le 4 mai 1985 par Païta (Opao étant le nom donné à la République fédérale indépendante qu'il souhaite créé en Nouvelle-Calédonie), l'un des rares membres de la classe politique néo-calédonienne à se prononcer en faveur, le 26 juin 1985, du projet d'« indépendance-association » proposé en janvier par le Haut-commissaire puis « ministre chargé de la Nouvelle-Calédonie » Edgard Pisani. Celui-ci fait voter et proclamer le 23 août 1985 un nouveau statut (dit « Fabius-Pisani ») pour le Territoire, qui est divisé en quatre régions (Sud, Centre, Nord, Îles Loyauté) avec chacune un Conseil délibérant qui, réunis, forment le Congrès du Territoire, nouveau nom de l'Assemblée territoriale. Aux premières élections régionales ainsi organisées le 29 septembre suivant, avec cette fois une participation du FLNKS, FNSC et PFK renouvellent leur coopération en reconduisant des listes communes dans le Sud et le Centre sous le nom cette fois d'« Organisation politique d'alliances d'Opao » (OPAO, menée dans le Centre par Jean-Pierre Aïfa, et dans le Sud par Gabriel Païta) : c'est un échec, ils n'obtiennent aucun élu. C'est la première fois depuis dix-huit ans qu'Aïfa n'est plus membre de l'institution délibérante locale, et marque le début d'une longue traversée du désert de près de quinze ans.
Considérée désormais comme indépendantiste par son ancien électorat, la FNSC et son président font les frais de la logique bipartite. N'ayant recueilli que 6,59 % des voix dans le Centre, Jean-Pierre Aïfa déclare le soir même sur la station de radio de RFO : « Il arrive un moment où les partis modérés sont laminés et ne sont plus écoutés. Vous avez la radicalisation à gauche et à droite, et les centres ne sont plus écoutés ». Jacques Lafleur a pour sa part des mots très durs à son égard, dénonçant sur une autre radio, celle des anti-indépendantistes (Radio Rythme Bleu), « la troisième force [...] des individus mi-hommes mi-femmes [...] qui croient aux mirages ». En effet, pour lui, la FNSC est en partie responsable des « Évènements » pour s'être alliée avec les indépendantistes en 1982 et pour avoir maintenu sa candidature dans une région Centre qui était véritablement l'enjeu crucial de ce scrutin (la seule où aucun des deux camps ne semblait être avantagé), permettant, selon lui, la victoire de la liste FLNKS de Léopold Jorédié qui ne l'emporte que de peu (45,4 % contre 41,82 % au RPCR de Dick Ukeiwé).

### La traversée du désert
Par la suite, la FNSC, tout en continuant formellement à exister jusqu'en 1998, disparaît du paysage politique, à l'exception de Bourail où Jean-Pierre Aïfa continue à être réélu en 1989 et en 1995, et doit sans cesse s'allier avec d'autres formations, généralement indépendantistes hors-FLNKS. Ainsi, la FNSC, le PFK et le mouvement Libération kanak socialiste (LKS, dissidence du Palika et du Front indépendantiste créée en 1981 par le grand-chef de Guahma à Maré et figure historique de la lutte indépendantiste, Nidoïsh Naisseline, qui a toujours refusé la stratégie du boycott et de la clandestinité choisie avec intermittence à partir de 1984 par le FLNKS) forment une liste commune aux élections législatives de 1986, les seules de la Ve République à se faire à la proportionnelle. Baptisée l'« Union des indépendantistes », elle a pour candidats titulaires Gabriel Païta et Jacques Lalié (membre du LKS). Alors que le FLNKS boycotte à nouveau ce scrutin, la participation se réduisant à 50,4 % des inscrits, cette liste n'obtient que 8,9 % des suffrages exprimés tandis que le RPCR rafle les deux sièges à pourvoir (Jacques Lafleur et Maurice Nénou) avec 88,5 % des voix. Après la fin des « événements », les accords de Matignon et la provincialisation, Jean-Pierre Aïfa fait partie de 1988 à 1989 du premier Comité consultatif assistant le haut-commissaire, aux côtés de quatre RPCR et de trois FLNKS, puis mène une liste baptisée « Un Pays pour Tous » lors des élections provinciales du 11 juin 1989 dans le Sud, avec notamment la présence symbolique de l'ancien sénateur UC Armand Ohlen en dernière position : elle arrive en septième position sur dix listes candidates, et ne recueille que 1 526 voix (3,89 % des suffrages exprimés) et aucun élu.
Absent de pratiquement toutes les échéances électorales des années 1990 à l'exception des municipales, Jean-Pierre Aïfa se manifeste néanmoins toujours dans ses critiques envers la domination politique du RPCR et de Jacques Lafleur qui est désormais pratiquement totale, appelant en même temps à toujours plus d'autonomie institutionnelle. Dans la revue de l'Agence de développement de la culture kanak (ADCK), Mwà Véé, en 1993, il déclare notamment : « Je ne pense pas que certains loyalistes aient forcément changé de niveau mental : ils veulent bien une évolution institutionnelle, mais pour eux ». Il milite fermement par la suite pour la « solution consensuelle » et donc l'accord de Nouméa. Après l'adoption de ce dernier et de la loi organique qui en dérive, lui et ce qui reste de ses partisans et de la FNSC se joignent à trois autres mouvements d'opposition à Jacques Lafleur formés par des dissidents plus ou moins anciens du RPCR : Une Nouvelle-Calédonie pour tous (UNCT) de Didier Leroux (pourtant un partisan du « non » au référendum local sur l'accord), Calédonie Demain du maire de Dumbéa Bernard Marant et Développer ensemble pour construire l'avenir (DECA) du maire de Koumac Robert Frouin. Ainsi naît pour les élections provinciales du 9 mai 1999 une liste commune UNCT-FNSC-divers droite « Alliance pour tous » dans le Sud. Jean-Pierre Aïfa est en deuxième position derrière Didier Leroux, elle obtient 4 830 voix, soit 9,74 % des suffrages, 4 élus sur 40 à l'Assemblée de Province dont 3 au Congrès. Il retrouve ainsi une place au sein des institutions au niveau territorial après 14 ans d'absence. Cette liste était associée à celle DECA de Robert Frouin dans le Nord (1 141 votes, ou 6,6 %, mais aucun élu). Ces formations s'unissent finalement le 11 novembre 1999 pour créer l'Alliance, nouvelle grande alternative au RPCR au sein des non-indépendantistes. Jean-Pierre Aïfa en devient donc l'une des figures, aux côtés de Didier Leroux ou Sonia Lagarde, les deux seuls autres membres du Congrès du parti.

### Alliance puis Avenir ensemble
Durant la première mandature issue de l'Accord de Nouméa, Jean-Pierre Aïfa est notamment l'un des deux questeurs au sein du bureau du Congrès du 21 mai 1999 au 29 juillet 2000, membre de la commission de l'organisation administrative et de la fonction publique et de celle de l'organisation des transports et de la communication (dont il est rapporteur de 2003 à 2004) du 4 juin 1999 au 4 juillet 2002 et du 20 juin 2003 au 9 mai 2004, de la commission des infrastructures publiques et de l'énergie du 4 juin 1999 au 29 juillet 2000 puis du 6 juin 2001 au 9 mai 2004 et de celle de l'agriculture et de la pêche du 4 juin 1999 au 29 juillet 2000 puis du 6 juin 2001 au 4 juillet 2002 et du 20 juin 2003 au 9 mai 2004. Il est également le représentant de l'institution au conseil d'administration de la CAFAT et suppléant de la commission des marchés de l'OPT de Nouvelle-Calédonie.
Mais son retour sur le devant de la scène territoriale ne l'épargne pas des échecs électoraux, y compris dans son fief de Bourail. En effet, aux élections municipales de mars 2001, il est battu dès le premier tour par la liste RPCR de Guy Moulin, certes en n'étant devancé que de quelque 400 voix mais avec seulement 6 sièges contre 21, sur 27 en tout. Candidat de l'Alliance pour les élections sénatoriales du 23 septembre 2001, sans espoir de victoire face au sortant RPCR Simon Loueckhote et à la veuve de Jean-Marie Tjibaou, Marie-Claude, investie par le FLNKS. Il obtient 51 voix de grands électeurs sur 475 suffrages exprimés (10,74 %) contre 250 (52,63 %) à Simon Loueckhote qui est réélu et 174 (36,63 %) à Marie-Claude Tjibaou.
Lui-même éleveur et président de la Caisse d'assurance mutuelle agricole (CAMA), il intervient tout particulièrement sur les dossiers agricoles. Opposé à la réforme de la CAFAT et au projet très controversé de Régime unifié d'assurance maladie-maternité (RUAMM) qu'il qualifie de « système vicié », il exprime son scepticisme à l'égard de l'aide proposée par la Province Sud de prendre en charge d'un tiers de la cotisation due par l’agriculteur, dans la limite d’un plafond de 28 350 francs par trimestre, à ce régime, ce qui pour lui reste une manière détournée de « réparer une injustice découlant de la mise en place du Ruamm ». Il est également très impliqué dans le dossier des réparations, tant matérielles que financières, des dégâts particulièrement conséquents sur l'agriculture causés par le cyclone Erica en mars 2003. 
Mais c'est surtout sur le projet d'aménagement du lieu-dit Gouaro Deva, à Bourail, engagé par la Province Sud, qu'il montre le plus son opposition à la majorité RPCR. Hostile à la vente de l’immense propriété provinciale (7 700 ha, achetée par la collectivité en 1992) à deux sociétés privées (la SAS Foncière de Calédonie et la SAS Gouaro Déva), il met notamment en avant que cette terre « faisait depuis 1984 l’objet d’une revendication foncière de la part du clan Gouaro » et qu'une série d'entrevues entre la présidence de la Province et les autorités coutumières avaient abouti à un certain nombre de propositions (attribution de 1 000 hectares aux jeunes du clan, gel des lieux historiques tels que sépultures et site de l’ancienne tribu, et 20 % d’intéressement dans une société d’économie mixte dont la vocation aurait été le développement d’activités touristiques et l’exploitation des importantes réserves de sable dont dispose l’endroit). Il estime également que ces dernières « n’ont jamais été tenues, mais en 1995, pour les besoins du golf de Tina et l’embellissement de la plage du Méridien [à Nouméa], la Province sud a extrait au moins 5 000 m3 de sable [à Gouaro Deva, la quantité de sable constituant une ressource majeure du site] et il a fallu que le clan réagisse pour en obtenir l’équivalent de 1 000 m3 », et que : « Rien qu’en creusant sa marina, la SAS Foncière de Calédonie va pouvoir vendre pour plus d’un milliard de sable alors qu’elle ne paye le terrain que 110 millions. Quant à la SAS Gouaro Déva, elle disposera de réserves immenses qui seront sans doute plus payantes que l’élevage de cerf. Sans oublier qu’il y a également des réserves de calcaire susceptible d’intéresser Goro Nickel dont le procédé métallurgique aura besoin en quantité de ce matériau ». Il demande sur ce sujet l'intervention de l'État, en tant qu'autorité compétente pour l'Agence de développement rural et d'aménagement foncier (ADRAF), et appelle à une mise en location ou en vente par la province de parcelles qu'il voit comme la seule opportunité restant sur la commune de pouvoir installer de jeunes agriculteurs. Et lorsque l'assemblée provinciale vote le 18 décembre 2003 une délibération accordant à son président, et à sa seule signature, le soin de concrétiser ces transactions, Jean-Pierre Aïfa et Sonia Lagarde déposent immédiatement un recours à son encontre, l'accusant de « brader le patrimoine provincial ». Dans un contexte de campagne électorale pour les provinciales du 9 mai 2004, dont Gouaro Deva est un thème majeur (la liste « Avenir ensemble », formée tant par l'Alliance que par des dissidents plus récents du RPCR, comme le maire de Païta Harold Martin, l'ancienne vice-présidente du Congrès Marie-Noëlle Thémereau qui mène la liste ou le maire de La Foa Philippe Gomès, promettant d'annuler la vente aux deux sociétés et de repenser le projet), le « Calife », tout en n'étant pas candidat cette fois-ci, joue un rôle actif dans la campagne en soutenant les marches de protestations organisées notamment par l'Association des pionniers et du comité de défense des citoyens de Bourail en mars 2004. L'Avenir ensemble ayant remporté les élections provinciales de 2004 en Province Sud, les deux cessions sont annulées par le nouvel exécutif provincial dès la fin du mois de mai 2004 et les bénéficiaires de ces décisions sont forcés de quitter les lieux. 

### La reconquête de Bourail
Jean-Pierre Aïfa se présente aux élections municipales de 2008 à la tête d'une liste « Intérêt communal de Bourail » avec le soutien officiel de l'Avenir ensemble. Il a face à lui l'« Entente communale de Bourail » du maire sortant, Guy Moulin, qui a quitté entretemps le Rassemblement-UMP (nom à partir de 2004 du RPCR) qui pour sa part a investi José Blum pour mener sa liste. Arrivé en deuxième position au premier tour, avec 713 voix (27,33 %), très près des 770 suffrages (29,51 %) de Guy Moulin mais loin devant les 494 bulletins (18,93 %) de José Blum. Il s'impose au second tour face aux mêmes quatre listes du premier tour qui avaient tous passés la barre des 10 % et avaient donc pu se qualifier, avec 1 112 votes en sa faveur (38,88 %) et 20 sièges sur 27, contre 950 (33,15 %) et 5 élus à la liste Guy Moulin, 358 voix (12,49 %) et un seul fauteuil de conseiller municipal au Rassemblement-UMP de José Blum et 291 bulletins (10,15 %) et un siège également au divers Justin Boanemoi.
Il soutient entièrement le nouveau projet provincial de mise en valeur de Gouaro Deva adopté le 7 août 2008 avec la création de la SEM Mwé Ara réunissant Promosud (l'agence de gestion des participations économiques de la Province Sud), la commune de Bourail et le GDPL. Il prévoit la construction d'un camping, de deux hôtels trois étoiles dont un selon la formule ecolodge, un de quatre étoiles et un club de vacances cinq étoiles, pour une capacité totale de 1 200 lits, des infrastructures de loisirs (petite base nautique sur une partie de la plage, centre équestre, sentier du littoral et golf de 18 trous), un village culturel dans la « Vallée taboue », un « arboretum » ou jardin botanique spécialisé et un « pôle d’excellence en matière d’agriculture douce » (une dizaine d’exploitations sur environ 200 hectares dédiés à des cultures sous protection biologique intégrée, avec pas ou peu de pesticides, et éventuellement un site de protection de fourrage), le tout pour un coût estimé, avant défiscalisation, à 20 milliards de F CFP (167,6 millions d'euros) dont 4 milliards (33,52 millions d'euros) financés par la Province Sud réparti sur 5 à 6 ans et une mise en service progressive des hébergements hôteliers en 2010 et 2011. Ce programme est voté sans réelle opposition avec seulement une « abstention positive » du Rassemblement-UMP. Toutefois, l'affaire rebondit une nouvelle fois avec l'annulation le 19 décembre 2008 par la cour administrative d'appel de Paris du jugement de mars 2005 du tribunal administratif de Nouméa qui rendait nulle la vente de la propriété. Ce jugement n'empêche pas Philippe Gomès de considérer en séance de l'Assemblée provinciale : « Je continue à considérer que ce n’est pas au président de fixer les conditions de la vente, mais à l’assemblée de province. Et comme elle ne l’a pas fait, la délibération est incomplète et je ne la mettrai pas en œuvre. », de refuser toute négociation avec l'ancien acquéreur potentiel, Jean-Gil Fong et de lancer la campagne d'ouverture de 18,5 % du capital de la SEM Mwé Ara à l'actionnariat populaire auprès de la population de Bourail, ce que le Rassemblement-UMP juge « illégal » au vu de la décision de la cour administrative d'appel. Finalement, l'Assemblée de Province vote officiellement le retrait de la promesse de vente de 2003 le 26 février 2009 tout en décidant de lancer des négociations avec Jean-Gil Fong, et la pose de la première pierre du complexe hôtelier cinq étoiles sous enseigne « Sheraton Nouvelle-Calédonie Bourail Resort & spa » le 19 mars suivant.
Il se montre favorable à la projection du film L'Ordre et la Morale de Mathieu Kassovitz au cinéma de Bourail. En effet, ce film  met en scène la prise d'otages d'Ouvéa de 1988 et fait polémique (jugé « très caricaturale et polémique » et qui « rouvrirait des plaies cicatrisées »), le film n'est pas diffusé en Nouvelle-Calédonie au moment de sa sortie en salle tandis le cinéma de Nouméa le boycotte. Jean-Pierre Aïfa fait même un petit discours avant le début de la première représentation du film à Bourail expliquant « que ce n'est pas un problème de retransmettre ce film ».
En janvier 2012, il est élu président de la Fédération des sociétés de courses. Il souhaite mettre son mandat au service du monde hippique pour le professionnaliser. Il déclare même qu'il « est là pour faire gagner le monde du cheval » et que « 2012 est une année de transition, pas de laxisme ».

## Décorations
- Officier de l'ordre des Palmes académiques (décret du 5 décembre 1988)[37]